# Peter Kostelka
Peter Kostelk (Bad Bleiberg, Carintia; 1 de mayo de 1946 – 17 de abril de 2025) fue un destacado político y funcionario público austriaco. Como miembro del Partido Socialdemócrata de Austria (SPÖ), desempeñó un papel activo en el panorama político del país. Sirvió como miembro del Consejo Federal durante un breve período en 1990 y posteriormente representó a su partido en el Consejo Nacional de Austria desde 1994 hasta 2001.
Falleció de manera inesperada el 17 de abril de 2025 a los 78 años, dejando un legado de compromiso con su nación.

## Inicios y carrera
Peter Kostelka asistió a la escuela primaria en Bleiberg-Kreuth, así como a una escuela secundaria y a una escuela superior federal en Klagenfurt. De 1965 a 1967 estudió Derecho en la Universidad de Comercio Mundial de Viena y posteriormente en la Universidad de Viena, donde se doctoró en 1972. Pasó un tiempo estudiando en los Estados Unidos. en 1971 y realizó un curso universitario en la Escuela Internacional de Verano de la Universidad de Oslo en 1972.
Durante su carrera ocupó varios cargos en el SPÖ. Del 17 de diciembre de 1990 al 29 de noviembre de 1994 fue Secretario de Estado en la Cancillería Federal (para la función pública) en el Gobierno Vranitzky (III). Del 7 de noviembre de 1994 al 30 de junio de 2001 fue miembro del Consejo Nacional y presidente del grupo parlamentario del SPÖ. Del 1 de julio de 2001 al 30 de junio de 2013, ejerció el cargo de Defensor del Pueblo a nivel federal, responsable de asuntos sociales, transporte, salud, juventud y familia.
De 2009 a 2013, se desempeñó como secretario general del Instituto Internacional del Ombudsman (IOI), una asociación mundial de 135 instituciones independientes de defensa del pueblo a nivel local, regional y nacional. La Secretaría General del IOI está ubicada en la Oficina del Defensor del Pueblo en Viena.
Desde octubre de 2013 hasta su fallecimiento fue presidente del Centro de Estudios Austriaco para la Paz y la Resolución de Conflictos (ÖSFK) en Schlaining. En marzo de 2019, Norbert Darabos le sucedió en este cargo.
El 16 de abril de 2018 sucedió a Karl Blecha como presidente de la Asociación de Pensionistas de Austria y ocupó este cargo hasta su muerte. También ha sido presidente del Consejo de Ciudadanos Mayores de Austria, alternándose anualmente con Ingrid Korosec, desde su elección en julio de 2018.
Kostelka murió el 17 de abril de 2025 a la edad de 78 años.

## Premios
- Gran Condecoración de Plata de Honor en Cinta por Servicios a la República de Austria.[2]
- Gran Cruz de la Orden del Mérito Pro Mérito Melitensi de la Soberana Orden Militar de Malta.[2]
- Placa del SPÖ en honor a Viktor Adler (2013).[11][12]